# Tống Thì Liệt
Song Si-yeol (hangeul: 송시열, hanja: 宋時烈, Tống Thì Liệt; 1607 - 1689), tên tự là Anh Phủ (영보 英甫 Youngbo), hiệu là Vưu Am (우암 尤庵 Uam), Vưu Tế (우재 尤齋 Ujae), Hoa Dương động chủ (화양동주 華陽洞主 Hwayangdongju) là một đại quan nhà Triều Tiên dưới thời Hiếu Tông và Túc Tông. Ông cũng là một nhà Nho, nhà thơ. Ông cũng là nhân vật tiêu biểu của phái Lão Luận (노론 老論).

## Trước tác
- Uam jip (우암집, 尤庵集)
- Uam seonsaenghoojip (우암선생후집, 尤菴先生後集)
- Uam yugo (우암유고, 尤菴遺稿)
- Jujadaejeon (주자대전잡억)
- Songseoseupyu (송서습유, 宋書拾遺)
- Songseosokseupyu (송서속습유, 宋書續拾遺)
- Jujadaejeonchaui (주자대전차의, 朱子大全箚疑)
- Jeongseobunryu (정서분류, 程書分類)
- Jujauhryusobun (주자어류소분, 朱子語類小分)
- Nonmaengmunuitonggo (논맹문의통고, 論孟問義通攷)
- Shimgyungseokui (심경석의, 心經釋義)
- Shambangchwalyo (삼방촬요, 三方撮要)
- Songjadaejeon (송자대전, 宋子大全)
- Jangreungjimun (장릉지문, 長陵誌文)
- Youngreungjimun (영릉지문, 寧陵誌文)
- Songjungilmyojimyung (송준길묘지명)
- Sagyeseonsaenghangjang (사계선생행장, 沙溪先生行狀)